# كنيسة القديس ديمتريوس
كنيسة القديس ديمتريوس أو كنيسة هاغيوس ديمتريوس (باليونانية: Άγιος Δημήτριος)‏ وهو الحَرم الرئيسي المُكرّس للقديس ديمتريوس، قديس سلانيك (في مقدونيا الوسطى، اليونان). ويعود تاريخ الكنيسة إلى التاريخ عندما كانت مدينة سلانيك ثاني أكبر مدينة في الإمبراطورية البيزنطية. وهي جزء من المواقع المسيحية القديمة والآثار البيزنطية في مدينة سلانيك المُصَنفة على قائمة مواقع التراث العالمي حَسَب اليونسكو منذ سنة 1988م.

## التاريخ
بُنيت الكنيسة الأولى في أوائل القرن الرابع، وحَلّت محل حمام روماني. وبعد قرن إستبدل حاكم المدينة المُصلى الصغير بكتدرائية ثُلاثية الأجزاء. إلتَهمت الحرائق الكنيسة بشكل مُتكرر، ثم بُنيت بالنهاية بمثابة كتدرائية من خمس أجزاء سنة (629م-634م).
تحولت الكنيسة إلى مسجد في العصر العثماني (1493-1912)، كما تعرضت لحريق سلانيك العظيم سنة 1917م، وأدت تلك الأسباب لفُقدان فسيفساء الكنيسة والجُدران العلوية والسقف. ووضحت الصور غير الملونة للكنيسة والإصدارات المائية الجيدة أعطت فكرة عن براعة الفن البيزنطي المبكر الذي فُقد أثناء الحريق.

## معرض الصور

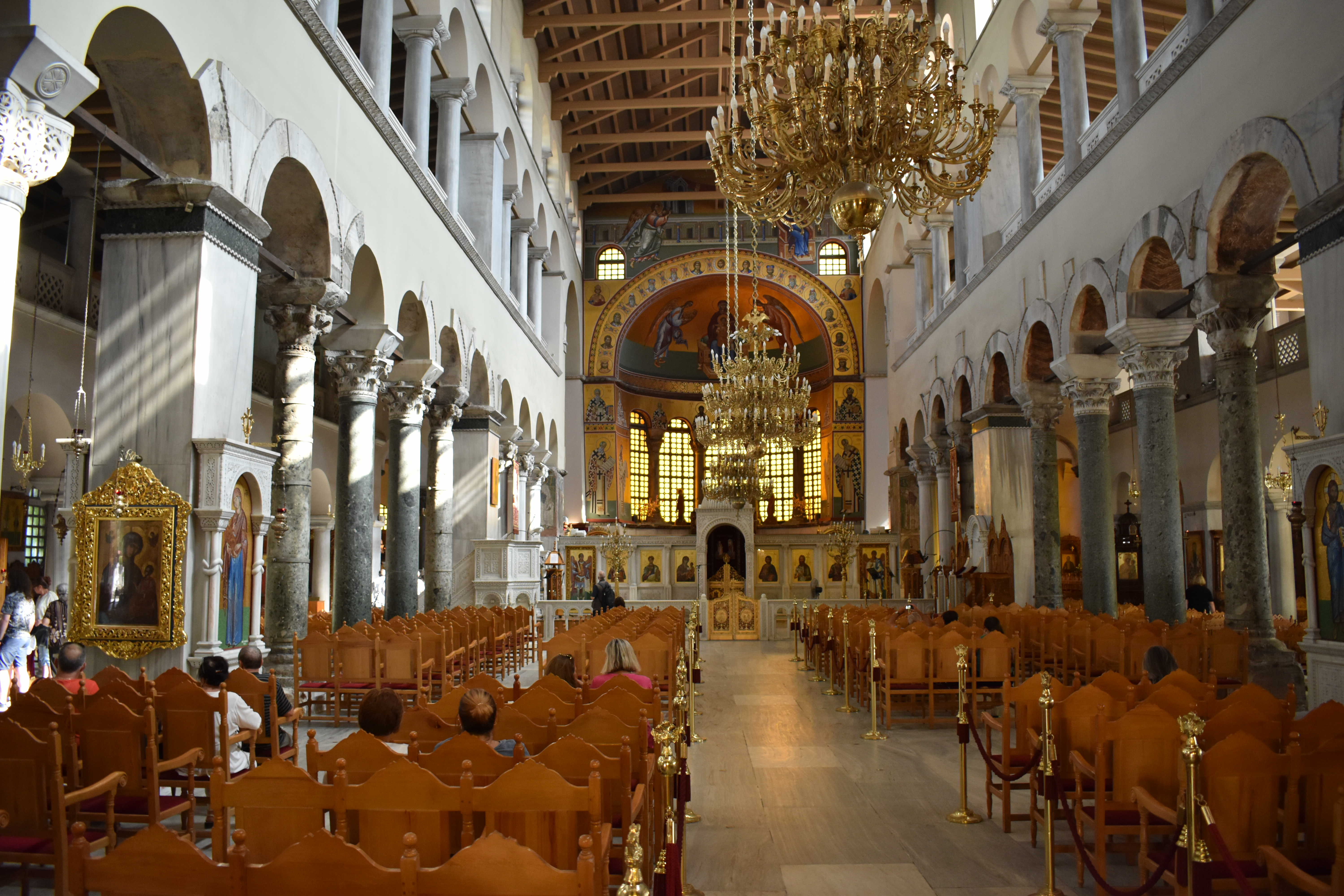
داخل الكنيسة.
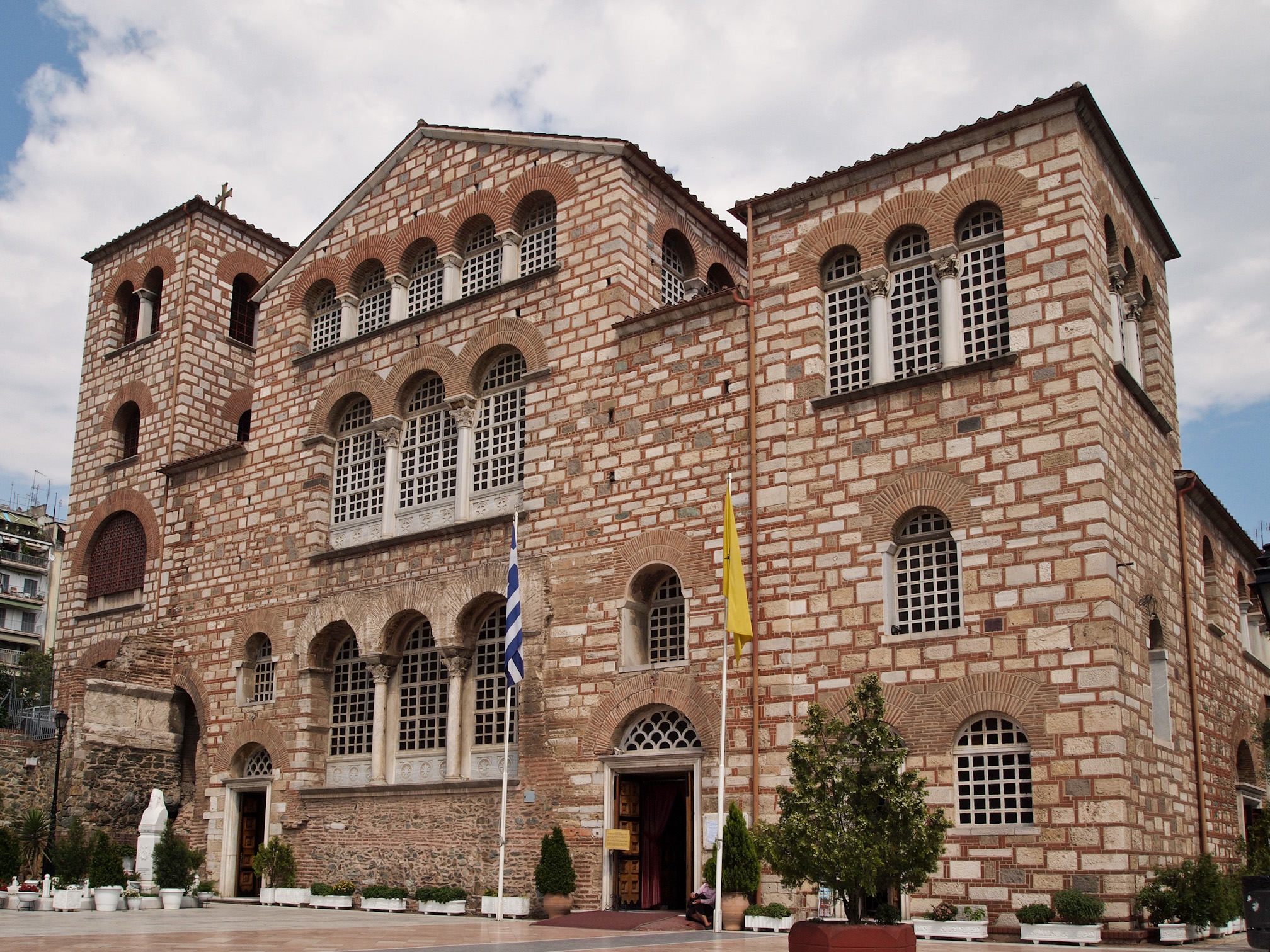
الواجهة الأمامية.
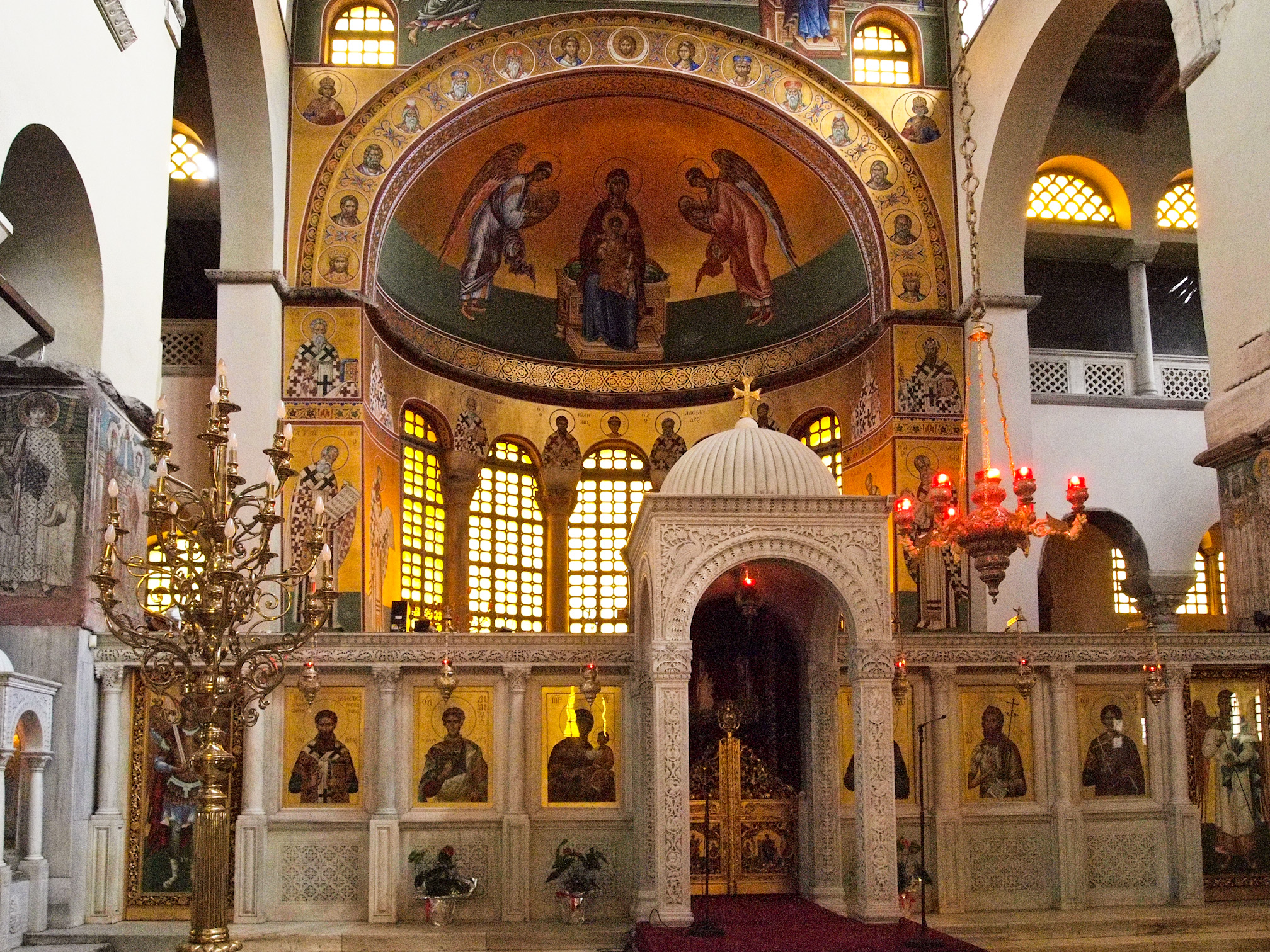
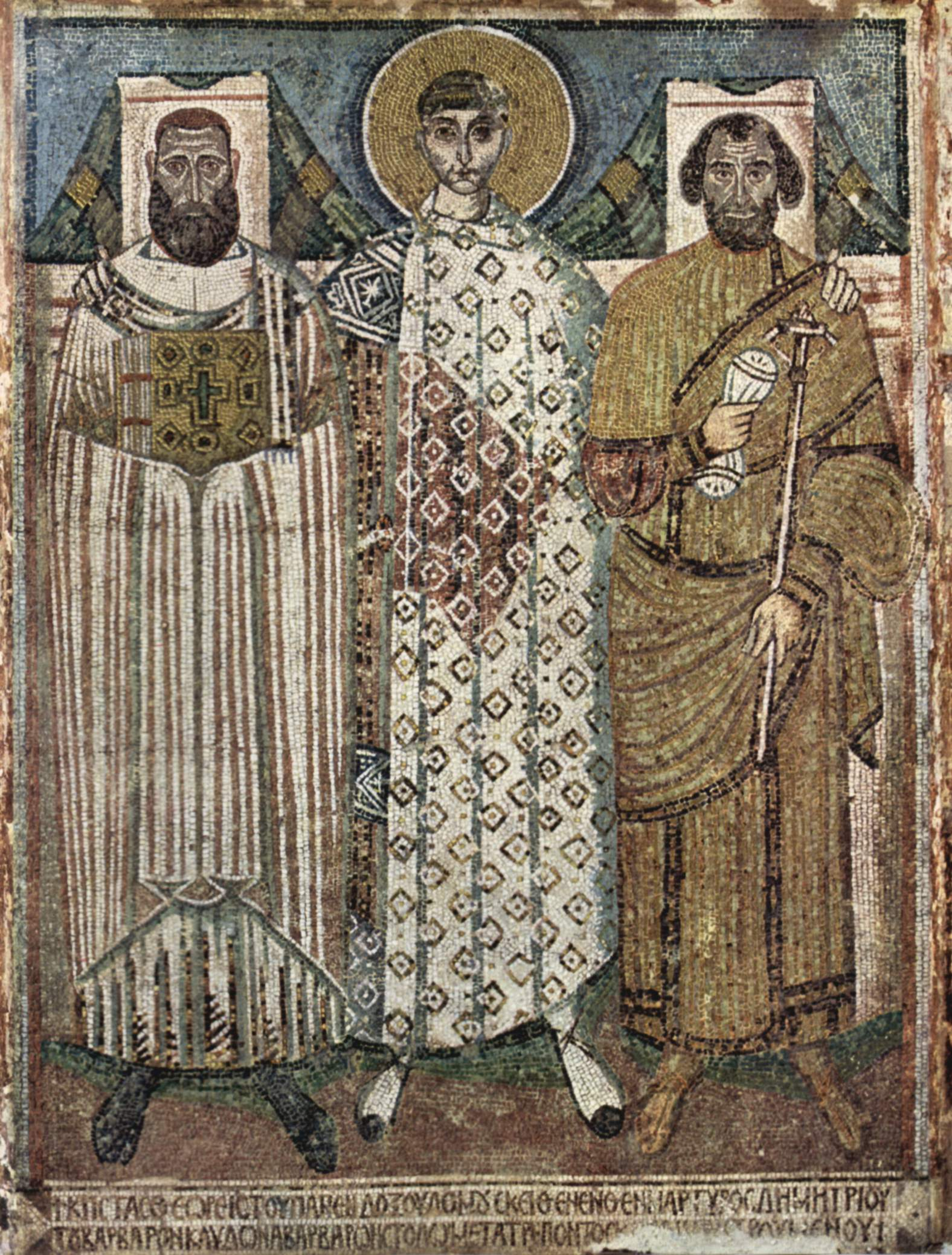
لوحة موزايك للقديس ديمتريوس.